# 2012-es Gerry Weber Open
A 2012-es Gerry Weber Open tenisztornát a németországbeli Halléban rendezték meg 2012. június 11. és június 17. között. A torna 2012-ben ATP World Tour 250 Series kategóriájú volt. A mérkőzéseket füvön játszották. Ez volt a jubileumi huszadik verseny.

## Döntők

### Egyéni
Tommy Haas –  Roger Federer 7–6(5), 6–4

### Páros
Iszámul-Hak Kuraisi /  Jean-Julien Rojer –  Treat Conrad Huey /  Scott Lipsky 6–3, 6–4

## Világranglistapontok
| Eredmény           | Egyéni | Páros |
| ------------------ | ------ | ----- |
| Győzelem           | 250    | 250   |
| Döntő              | 150    | 150   |
| Elődöntő           | 90     | 90    |
| Negyeddöntő        | 45     | 45    |
| 16 között          | 20     | 0     |
| 32 között          | 0      | –     |
| Főtáblára jutás    |        | –     |
| Selejtező (döntő)  |        | –     |
| Selejtező (2. kör) |        | –     |

## Pénzdíjazás
A torna összdíjazása 750 000 euró volt.
| Eredmény           | Egyéni    | Páros    |
| ------------------ | --------- | -------- |
| Győzelem           | 119 800 € | 36 400 € |
| Döntő              | 63 105 €  | 19 140 € |
| Elődöntő           | 34 185 €  | 10 370 € |
| Negyeddöntő        | 19 475 €  | 5930 €   |
| 16 között          | 11 475 €  | 3480 €   |
| 32 között          | 6800 €    | –        |
| Selejtező (döntő)  | 1095 €    | –        |
| Selejtező (2. kör) | 525 €     | –        |